# Hannoversche Zeitung (1943–1945)
Die Hannoversche Zeitung war eine von 1943 bis 1945 in Hannover erschienene Zeitung. Sie ging am 1. März 1943 aus der Zwangsfusion des Hannoverschen Anzeigers mit der Niedersächsischen Tageszeitung hervor. Nachdem ab dem 1. September 1944 auch noch das Kurier-Tageblatt eingegliedert wurde, war die Hannoversche Zeitung die einzige in Hannover noch erscheinende Zeitung.
Es gab ab 1832 eine andere, gleichlautende Hannoversche Zeitung.

Wenige Tage vor dem Einmarsch der amerikanischen Truppen in Hannover erschien unter der Überschrift „Lieber tot als Sklav“ ein von Gauleiter Hartmann Lauterbacher am Tag zuvor im Rundfunk verlesener Durchhalteappell. Der ganzseitige Artikel drohte: 

„Wer dabei nicht mit uns ist oder feige oder verräterisch die Hand gegen unsere gerechte Sache erheben sollte, wer weiße Fahnen hißt und sich kampflos ergibt, ist des Todes.“

Die letzte Ausgabe der Hannoverschen Zeitung erschien am 7./8. April 1945.